# Jean-Antoine Alavoine

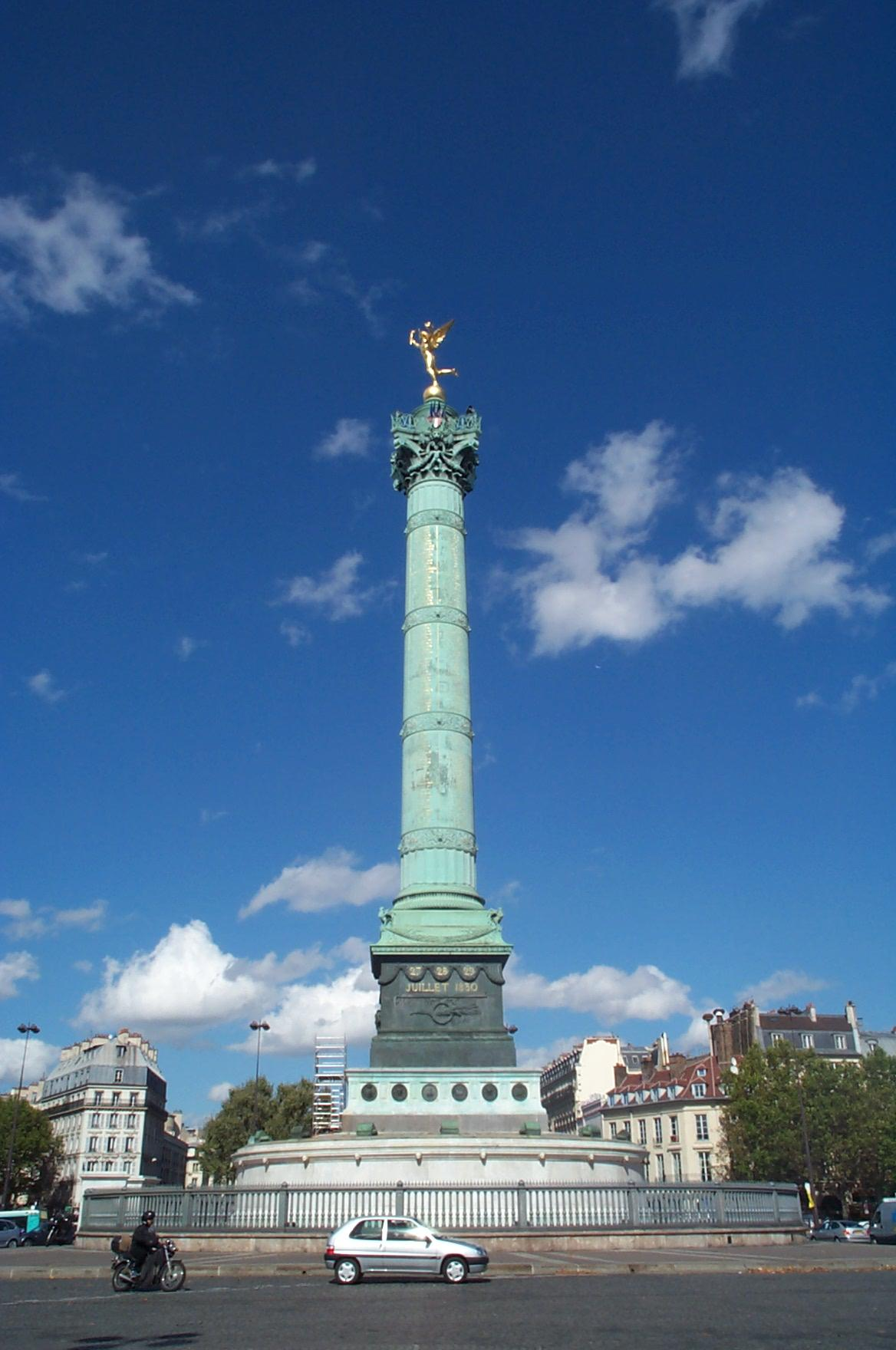
La columna de Juliol

Jean-Antoine Alavoine (París 15 de gener de 1778-París 15 de novembre de 1834) va ser un arquitecte francès.
Va ser deixeble de Thibault.
Va ser nomenat l'arquitecte oficial de la ciutat de París.

## Realitzacions i projectes
A París :

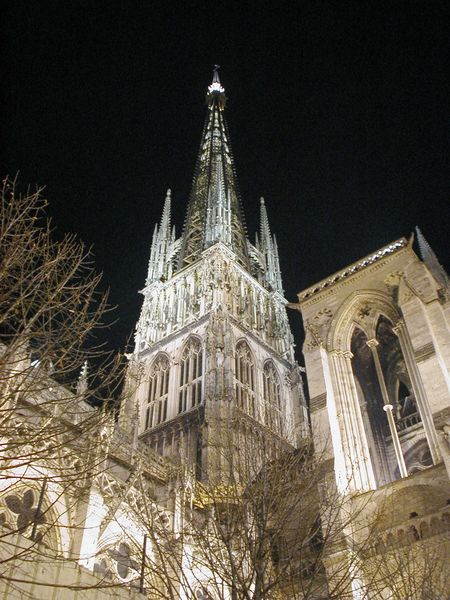
Cuculla de la Catedral de Rouen

- 1812 - 1814: l'elefant de la Bastilla (projecte no totalment realitzat) ;
- 1822: pedestal de l'estàtua eqüestre de Lluís XIV (a la place des Victoires)
- 1833 - 1834: la columna de Juliol a la Plaça de la Bastilla ;

A Rouen :
- 1812 - 1814: la cuculla de la Catedral Notre-Dame de Rouen.